# Ellesmere Port
Ellesmere Port är en stad i grevskapet Cheshire i England. Staden ligger i distriktet Cheshire West and Chester, cirka 10 kilometer norr om Chester och cirka 15 kilometer söder om Liverpool. Tätortsdelen (built-up area sub division) Ellesmere Port hade 61 090 invånare vid folkräkningen år 2011.